# København 1500
København 1500 er et kort over Danmarks hovedstad København i år 1500. Det gengiver altså byen før den senere udvidelse med Nyboder og Christianshavn.
Centralt ses Vor Frue Kirke. Syd herfor er Gammel Torv og rådhuset. Mod sydøst ses Københavns slot på Slotsholmen, hvor Christiansborg senere anlægges. Nord herfor ses Sankt Nikolaj Kirke og nordvest herfor Helligånds Hospital med Helligåndskirken og Helligåndshuset.